# Rivière Noire (Bénin)
Pour les articles homonymes, voir Rivière Noire.

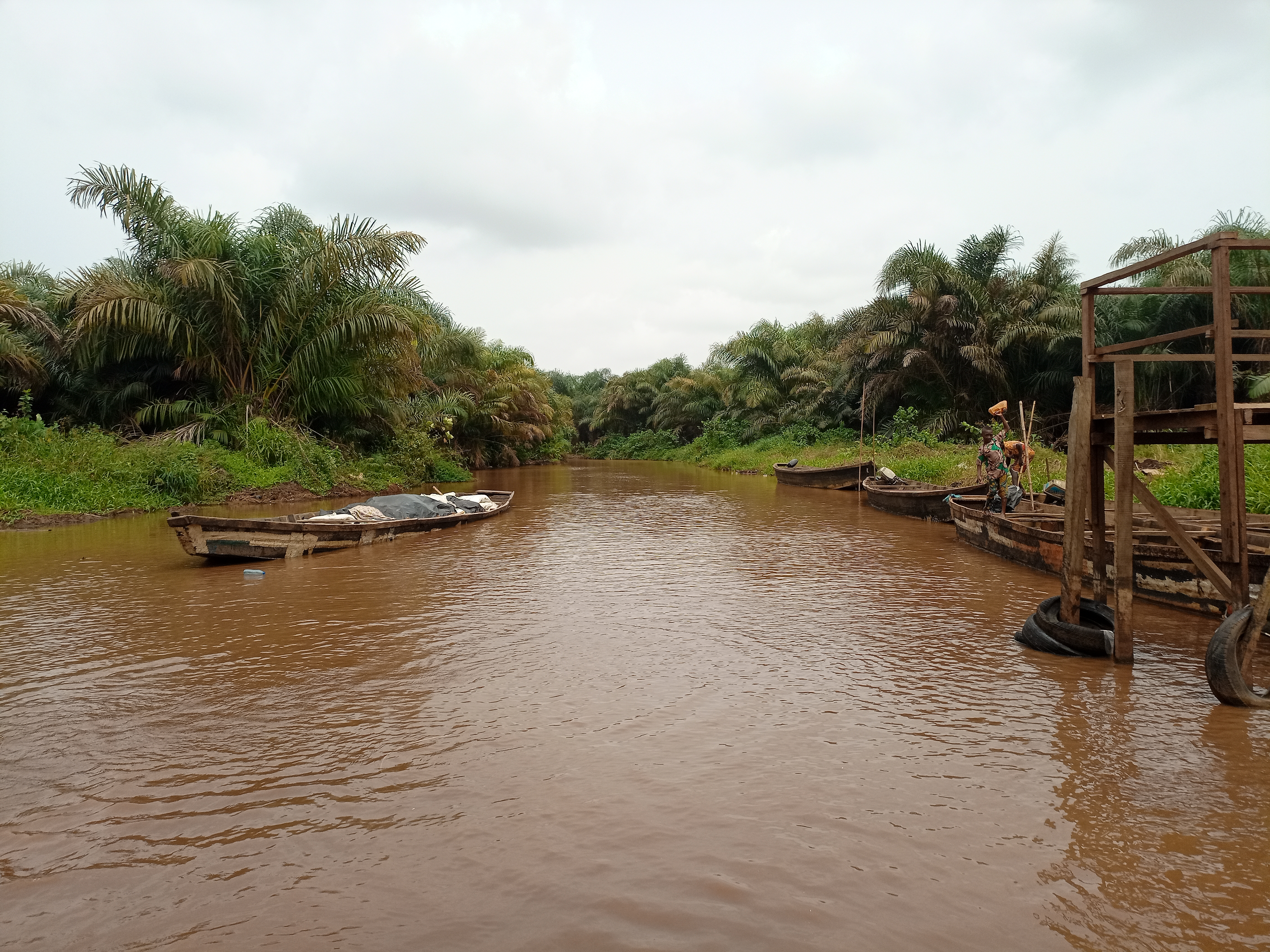
La rivière Noire à Adjarra

La rivière Noire est un cours d’eau situé dans la commune d’Adjarra, au sud-est du Bénin, à proximité de la frontière avec le Nigeria. Elle traverse un vaste écosystème marécageux qui s’étend sur plusieurs kilomètres, reliant plusieurs villages et communes de la région.

## Géographie

### Localisation
La rivière Noire est située dans la commune d'Adjarra dans le département de l'Ouémé au Bénin. Elle relie les communes d'Adjarra, Avrankou, Ifangni, Akpro-Missérété et Porto-Novo,.

## Végétation

### Faune
On y rencontre des crocodiles, singes, des oiseaux, reptiles et plusieurs espèces de poissons.

### Flore
La flore de la rivière Noire est constituée de fougères, palmiers à raphia, palétuviers, nénuphars qui font partie de son écosystème.

## Économie
La rivière constitue une source économique pour les riverains. C'est une voie navigable qui sert aussi de transport de marchandises en provenance du Nigéria. Grâce aux moyens de transport utilisés, notamment les pirogues et barques motorisés, elle sert de transit pour des boissons essence frelatée et divers. Elle est devenue, depuis quelques années, l'une des attractions touristiques de la localité.